# Heliotropium ternatum
Heliotropium ternatum là loài thực vật có hoa trong họ Mồ hôi. Loài này được Vahl mô tả khoa học đầu tiên năm 1794.